# Кралендајк
Кралендајк (хол. Kralendijk) је административно средиште острва Бонер, које је саставни део Карипске Холандије. Насеље је основано изградњом тврђаве „Орање“ 1639. године. Град се претходно звао Плаја, да би му холандске власти 1840. наметнули данашњи назив, који у преводу значи „корални гребен“. У Кралендајку живи око 3.000 становника, а говоре се језици папјаменто, холандски и енглески.